# Tetrastichus helviscapus
Tetrastichus helviscapus är en stekelart som beskrevs av Graham 1991. Tetrastichus helviscapus ingår i släktet Tetrastichus och familjen finglanssteklar.
Artens utbredningsområde är:
- Tjeckien.
- Slovakien.
- Sverige.
- Moldavien.

Arten är reproducerande i Sverige. Inga underarter finns listade i Catalogue of Life.